# Абрамович Іван Петрович
Іва́н Петро́вич Абрамо́вич (2 лютого 1921, с. Річка, нині Косівського району Івано-Франківської області — 26 жовтня 1978, там само) — український різьбяр, інкрустатор, мосяжник.

## Біографічні дані
Навчався у свого батька. Від 1945 працював в артілі «Гуцульщина» (нині Косівське художньо-виробниче об'єднання «Гуцульщина»).

## Твори
Ствоював традиційні для Гуцульщини за формою та декором скриньки, рахви, тарілки, вази, оправи для альбомів тв ін.
Роботи зберігаються в Івано-Франківську, Коломиї, Косові, а саме: в Івано-Франківському краєзнавчому музії, в Коломийському та Косівському музеях народного мистецтва.